# Incontro con Mia Martini
Incontro con Mia Martini è un album musicale raccolta di Mia Martini, pubblicato nel 1978 dalla RCA Italiana.

## Il disco
La raccolta comprende dieci brani incisi tra il 1971, anno del primo album di Mia Martini Oltre la collina, ed il 1977.

### Tracce
1. Gesù è mio fratello
2. Padre davvero
3. Lacrime di marzo
4. Amore... Amore... un corno!
5. Credo
6. Che vuoi che sia... se t'ho aspettato tanto
7. Io donna, io persona
8. Fiore di melograno
9. Libera
10. Preghiera